# Guarany FC (Niterói)
Guarany FC is een Braziliaanse voetbalclub uit Niterói, in de staat Rio de Janeiro.

## Geschiedenis
De club werd opgericht in 1908 en werd in 1908 de allereerste kampioen van het Campeonato Niteroiense. In 1926 werd de naam gewijzigd in CA São Bento, maar in 1934 werd opnieuw de naam Guarany FC aangenomen.

## Erelijst
Campeonato Niteroiense
1913